# Larry Bunker
Lawrence Benjamin Bunker (Long Beach, California, 4 de noviembre de 1928 - Los Ángeles, California, 8 de marzo de 2005) fue un vibrafonista y batería norteamericano de jazz.

## Historial
Estudió junto con Hampton Hawes y Eric Dolphy, con los que tuvo sus primeras experiencias musicales. Se da a conocer, a partir de 1951, con la banda de Howard Rumsey, en el club Lighthouse de Hermosa Beach. Después toca con art Pepper y con Gerry Mulligan (1953), en cuyo grupo reemplaza a Chico Hamilton, con la big band de Bob Crosby, con Barney Kessel y Stan Getz, con la cantante Peggy Lee y con la orquesta de Maynard Ferguson (1957), en ese orden. En este período, además, participa en un gran número de sesiones de grabación.
Entre 1961 y 1965, forma parte del trío del pianista Bill Evans. Después realiza numerosas giras con sus propios grupos, incluidos los West Coast Giants de Shorty Rogers (años 1980). Como batería, fue un músico fino y elegante, con un gran swing. Como vibrafonista, se especializó en tempos rápidos, con un sonido de gran vitalidad, de ataque nítido y timbres variados.

## Discografía
con Gary Burton
- Something's Coming! (RCA, 1963)
- The Time Machine (RCA, 1966)

con Henry Mancini
- The Pink Panther Theme (RCA, 1963)

con Bill Evans
- Time Remembered (Milestone, 1963)
- At Shelly's Manne-Hole (Riverside, 1963)
- Trio Live (Verve, 1964)
- Waltz for Debby (Philips, 1964)
- Trio '65 (Verve, 1965)
- Bill Evans Trio with Symphony Orchestra (Verve, 1965)

con Dizzy Gillespie
- The New Continent (Limelight, 1962)

con Oliver Nelson
- Soulful Brass, con Steve Allen (Impulse!, 1968)

con Lalo Schifrin
- More Mission: Impossible (Paramount, 1968)
- Mannix (Paramount, 1968)
- Bullitt (banda sonora) (Warner Bros., 1968)
- Che! (banda sonora) (Tetragrammaton, 1969)
- Kelly's Heroes (banda sonora) (MGM, 1970)
- Rock Requiem (Verve, 1971)
- Enter the Dragon (banda sonora) (Warner Bros., 1973)